# Velký Ořechov
Velký Ořechov là một làng thuộc huyện Zlín, vùng Zlínský, Cộng hòa Séc.